# Stelle principali della costellazione della Fornace
Segue un prospetto delle stelle principali della costellazione della Fornace, elencate per magnitudine decrescente.